# Videmala
Videmala község Spanyolországban,  Zamora tartományban. Videmala Muelas del Pan és Carbajales de Alba községekkel határos. Lakosainak száma 140 fő (2024).

## Népesség
A település népessége az utóbbi években az alábbiak szerint változott:
| Lakosok száma | 197  | 216  | 183  | 169  | 158  | 160  | 168  | 147  | 142  | 140  |
|               | 2001 | 2004 | 2007 | 2009 | 2012 | 2014 | 2017 | 2019 | 2022 | 2024 |